# Elizabeth Cervantes
Elizabeth Cervantes (Cidade do México, 1 de agosto de 1973) é uma atriz mexicana. Vencedora do Prêmio Ariel, destacou-se por sua participação em telenovelas como El alma herida, Gitanas e Vivir por ti, além de sua atuação cinematográfica em Más que a nada en el mundo (2006), O Limite do Terror (2007) e El infierno (2010).

## Biografia
Nascida na Cidade do México, Elizabeth teve seu primeiro papel de destaque na telenovela Amores... querer con alevosía como a antagonista de Matilde Morales em 2001. Em 2002 fez sua primeira participação no cinema espanhol com o filme Volverás de Antonio Chavarrías. Em 2003, voltou à televisão em El alma herida que foi ao ar na rede Telemundo.
Em 2004 voltou à Espanha para gravar o filme Febrer de Silvia Quer no papel de Cristina. Nesse mesmo ano voltou à televisão com a novela Gitanas interpretando Érendira. Em 2006 voltou com um papel na novela Marina, nesse mesmo ano participou do filme Más que a nada en el mundo com direção de Andrés León e Javier Solar e pelo qual recebeu o Prêmio Ariel concedido pela Academia Mexicana de Artes e Ciências Cinematográficas. Participou também do filme de terror norte-americano Borderland, uma produção independente apresentada durante o festival Horrorfest em 2007. Em 2008 protagonizou a novela Vivir por ti.

## Filmografia

### Telenovelas
| Ano  | Título                            | Papel                     |
| ---- | --------------------------------- | ------------------------- |
| 2015 | Así en el barrio como en el cielo | Estrella López Sánchez    |
| 2012 | Los Rey                           | Paola Garces-Garza de Rey |
| 2008 | Vivir por ti                      | Natalia Landeros          |
| 2006 | Marina                            | Sara López                |
| 2004 | Gitanas                           | Eréndira Lambert          |
| 2003 | El alma herida                    | Berta Villegas            |
| 2002 | La duda                           | Valentina                 |
| 2001 | Amores, querer con alevosía       | Matilde Morales           |
| 2000 | Ellas, inocentes o culpables      | Fernanda                  |

### Séries de televisão
| Ano       | Título                      | Papel                    |
| --------- | --------------------------- | ------------------------ |
| 2010-2011 | Drenaje profundo            | Rita Herrera             |
| 2010      | Capadocia                   | Gabriela "Gaby" Salmerón |
| 2001      | Lo que callamos las mujeres | Adriana                  |

### Cinema
| Ano  | Título                     | Papel           |
| ---- | -------------------------- | --------------- |
| 2015 | Revenge Strategy           | Daysi           |
| 2015 | La Guadalupana             | Mama            |
| 2013 | Ciudadano Buelna           | Güera Carrazco  |
| 2011 | Oscura seducción           | Laura           |
| 2010 | El infierno                | Guadalupe Solís |
| 2010 | De la infancia             | Xaviera         |
| 2010 | Corazón de perro           | Taibele         |
| 2009 | Crónica de un instante     |                 |
| 2009 | La geometría del azar      |                 |
| 2007 | Borderland: Al otro lado   | Anna            |
| 2006 | Más que a nada en el mundo | Emilia          |
| 2006 | Fuera del cielo            | Rebeca          |
| 2004 | Febrer                     | Cristina        |
| 2002 | Volverás                   | Marta           |